# Iracema do Oeste
Iracema do Oeste ist ein brasilianisches Munizip im Westen des Bundesstaats Paraná. Es hat 2343 Einwohner (2022), die sich Iracemenser nennen. Seine Fläche beträgt 82 km². Es liegt 489 Meter über dem Meeresspiegel.

## Etymologie
Der Ortsname wurde 1964 von Paulo Tricário, dem Erschließer des ersten Landaufteilungsloses des Dorfes, nach dem Namen seiner Tochter Iracema vorgeschlagen. Bei diesem Mädchennamen handelt es sich um den Titel des Romans Iracema, den der brasilianische Schriftstellers José de Alencar 1865 geschrieben hat. Das Wort Iracema kommt aus dem Tupi und bedeutet Honiglippen (Ira = Honig, tembè = Lippen). Alencar soll den Titel zunächst als Anagramm des Wortes América gewählt und dann die Verbindung zu dem Tupí-Begriff hergestellt haben.

## Geschichte

### Besiedlung
Im Jahr 1952 kam Juvenal Henrique Correia mit seiner Familie und der seines Schwiegervaters Antônio Teodorico da Silva, genannt Caboclo in den neu entstehenden Ort. Zur gleichen Zeit trafen auch die Familien Furlan, Correia, Pedro Pimenta und Terim aus Paraná und auch aus anderen Gegenden Brasiliens ein. Der erste Ladenbesitzer im Dorf war José Carnelóis. Die erste Lehrerin war Aparecida Carnelóis, liebevoll Dona Nega genannt.
Iracema gehörte zunächst zum Munizip Cascavel und kam 1961 zum neugegründeten Munizip Formosa do Oeste.

### Erhebung zum Munizip
Iracema do Oeste wurde durch das Staatsgesetz Nr. 9310 vom 4. Juli 1990 aus Formosa do Oeste ausgegliedert und in den Rang eines Munizips erhoben. Es wurde am 1. Januar 1993 als Munizip installiert.

## Geografie

### Fläche und Lage
Iracema do Oeste liegt auf dem Terceiro Planalto Paranaense (der Dritten oder Guarapuava-Hochebene von Paraná). Seine Fläche beträgt 82 km². Es liegt auf einer Höhe von 489 Metern.

### Vegetation
Das Biom von Iracema do Oeste ist Mata Atlântica.

### Klima
Das Klima ist gemäßigt warm. Es werden hohe Niederschlagsmengen verzeichnet (1890 mm pro Jahr). Im Jahresdurchschnitt liegt die Temperatur bei 21,8 °C. Die Klimaklassifikation nach Köppen und Geiger lautet Cfa.

### Gewässer
Iracema do Oeste liegt im Einzugsgebiet des Rio Piquiri. Sein linker Nebenfluss Rio dos Padres bildet die östliche Grenze des Munizips.

### Straßen
Iracema do Oeste ist über PR-239 mit Nova Aurora im Südosten und Assis Chateaubriand im Westen verbunden.

### Nachbarmunizipien
| Jesuítas | Formosa do Oeste                            |             |
|          | Kompassrose, die auf Nachbargemeinden zeigt |             |
|          |                                             | Nova Aurora |

## Stadtverwaltung
Bürgermeisterin: Elza Haase Rodrigues, PP (2021–2024)
Vizebürgermeister: Willian Soltoski, PP (2021–2024)

## Demografie

### Bevölkerungsentwicklung
| Jahr | Einwohner | Stadt | Land |
| ---- | --------- | ----- | ---- |
| 2000 | 2.951     | 72 %  | 28 % |
| 2010 | 2.578     | 78 %  | 22 % |
| 2022 | 2.343     |       |      |

Quelle: IBGE, bis 2010: Volkszählungen und Volkszählung 2022

### Ethnische Zusammensetzung
| Gruppe * | 2000    | 2010    | wer sich als …                                                                   |
| --- | ------- | ------- | -------------------------------------------------------------------------------- |
| Weiße | 64,3 %  | 58,8 %  | weiß bezeichnet                                                                  |
| Schwarze | 5,1 %   | 4,5 %   | schwarz bezeichnet                                                               |
| Gelbe | 2,6 %   | 0,5 %   | von fernöstlicher Herkunft wie japanisch, chinesisch, koreanisch etc. bezeichnet |
| Braune | 27,5 %  | 36,1 %  | braun oder als Mischung aus mehreren Gruppen bezeichnet                          |
| Indigene | 0,0 %   | 0,0 %   | Ureinwohner oder Indio bezeichnet                                                |
| ohne Angabe | 0,5 %   | 0,0 %   |                                                                                  |
| Gesamt | 100,0 % | 100,0 % |                                                                                  |
| *) Anmerkung: Das IBGE verwendet für Volkszählungen ausschließlich diese fünf Gruppen. Es verzichtet bewusst auf Erläuterungen. Die Zugehörigkeit wird vom Einwohner selbst festgelegt. |         |         |                                                                                  |

Quelle: IBGE (Stand: 1991, 2000 und 2010)

## Wirtschaft
Die wichtigste Einkommensquelle der Gemeinde war schon immer die Landwirtschaft. Hinzu kommen Kleinst- und Kleinunternehmen, die die lokale Wirtschaft bestimmen. Es gibt sogar Unternehmen, die den Namen der Gemeinde ins Ausland tragen, wie z. B. Keks-, Gebäck-, Kleider-, Wäsche-, Sojamehl- und -extraktionsmaschinenfabriken bis hin zu Handwerkern, die Besen herstellen.